# 塞拉科洛拉達

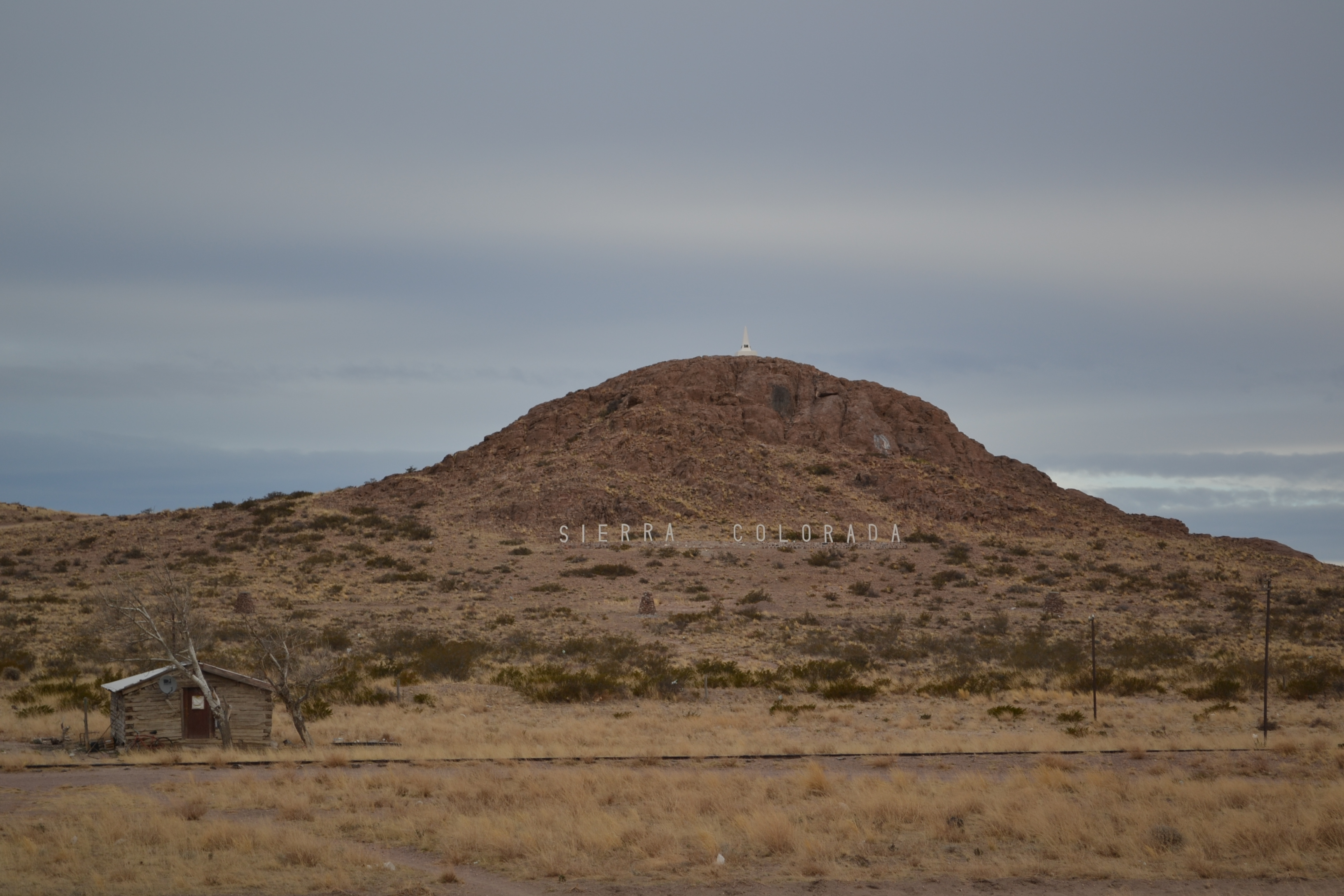
塞拉科洛拉達

塞拉科洛拉達（西班牙語：Sierra Colorada），是阿根廷的城鎮，位於該國中部內格羅河省，是七月九日縣的首府，距離別德馬450公里，每年平均降雨量少於150毫米，海拔高度684米，2010年人1,542。
40°35′S 67°48′W / 40.583°S 67.800°W